# Redan (vestingwerk)

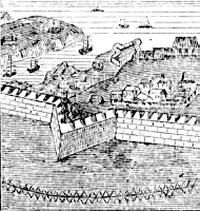
Een redan als onderdeel van een vestingwal

Een redan is een eenvoudige versterking bestaande uit twee (meestal aarden) wallen, aangeduid als de facen, die elkaar raken onder een hoek van 90 graden. Deze vorm kan zelfstandig voorkomen (als een versimpelde vorm van een Lunet) of als onderdeel van een vestingwal (zie afbeelding). Een redan heeft vrijwel altijd een open keel. (De keel is de achterzijde van een verdedigingswerk, een open keel betekent dat er zich geen verdedigingswerken bevinden aan de achterzijde van het vestingwerk.)
Een redan lijkt zeer sterk op een flèche.